# Hôpital Necker–Enfants malades

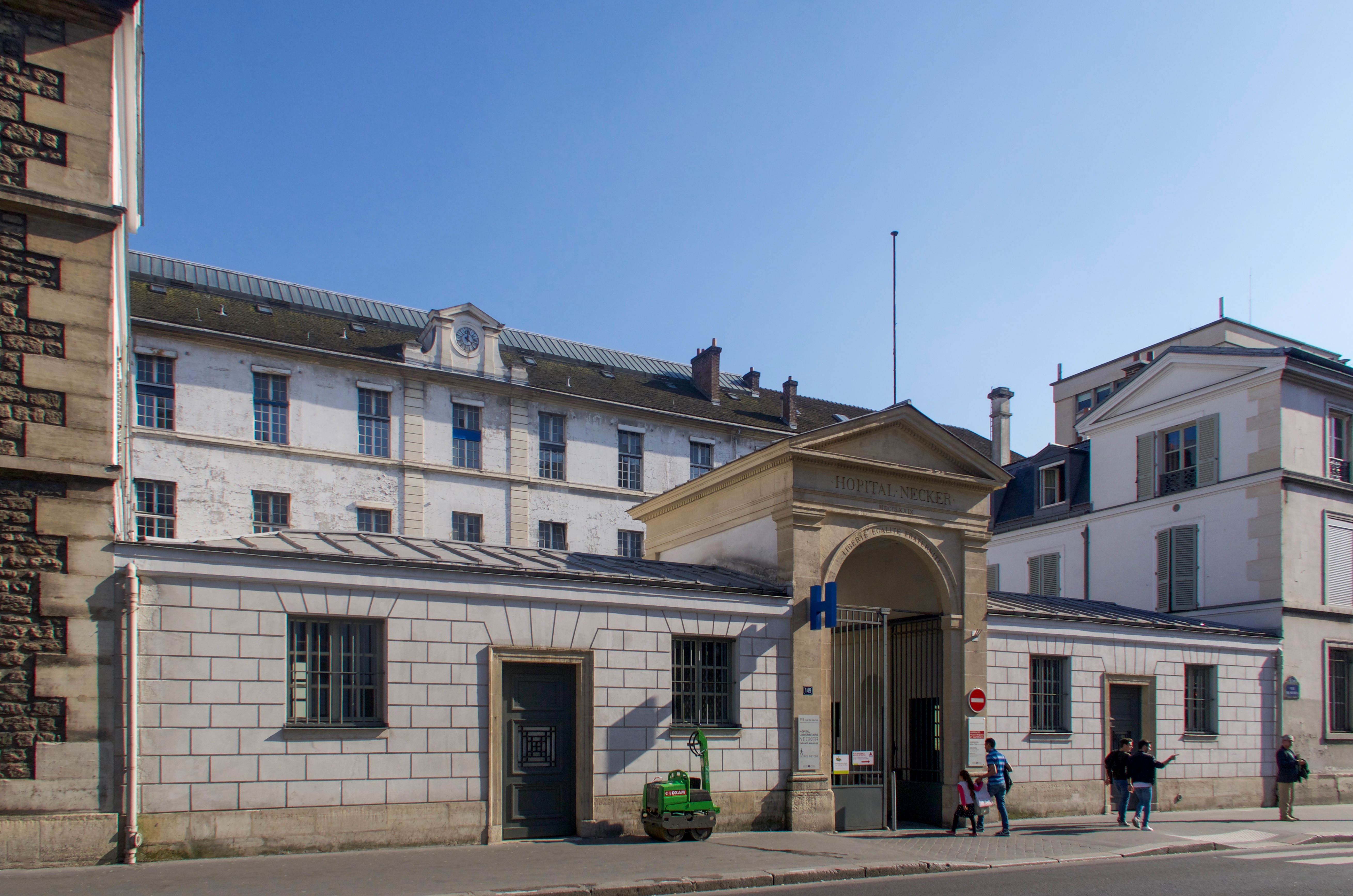
Historisches Eingangstor Rue de Sèvres

Das Hôpital Necker–Enfants malades, oft einfach Hôpital Necker genannt, ist ein Universitätskrankenhaus im 15. Arrondissement der französischen Hauptstadt Paris. Es ist großenteils ein Kinderkrankenhaus, hat aber auch Fachabteilungen für erwachsene Patienten. Es gilt als das bedeutendste Kinderkrankenhaus Frankreichs. Seine Geschichte reicht bis in das 18. Jahrhundert zurück. Eine seiner beiden Vorgängereinrichtungen war das erste Kinderkrankenhaus Europas.

## Geschichte

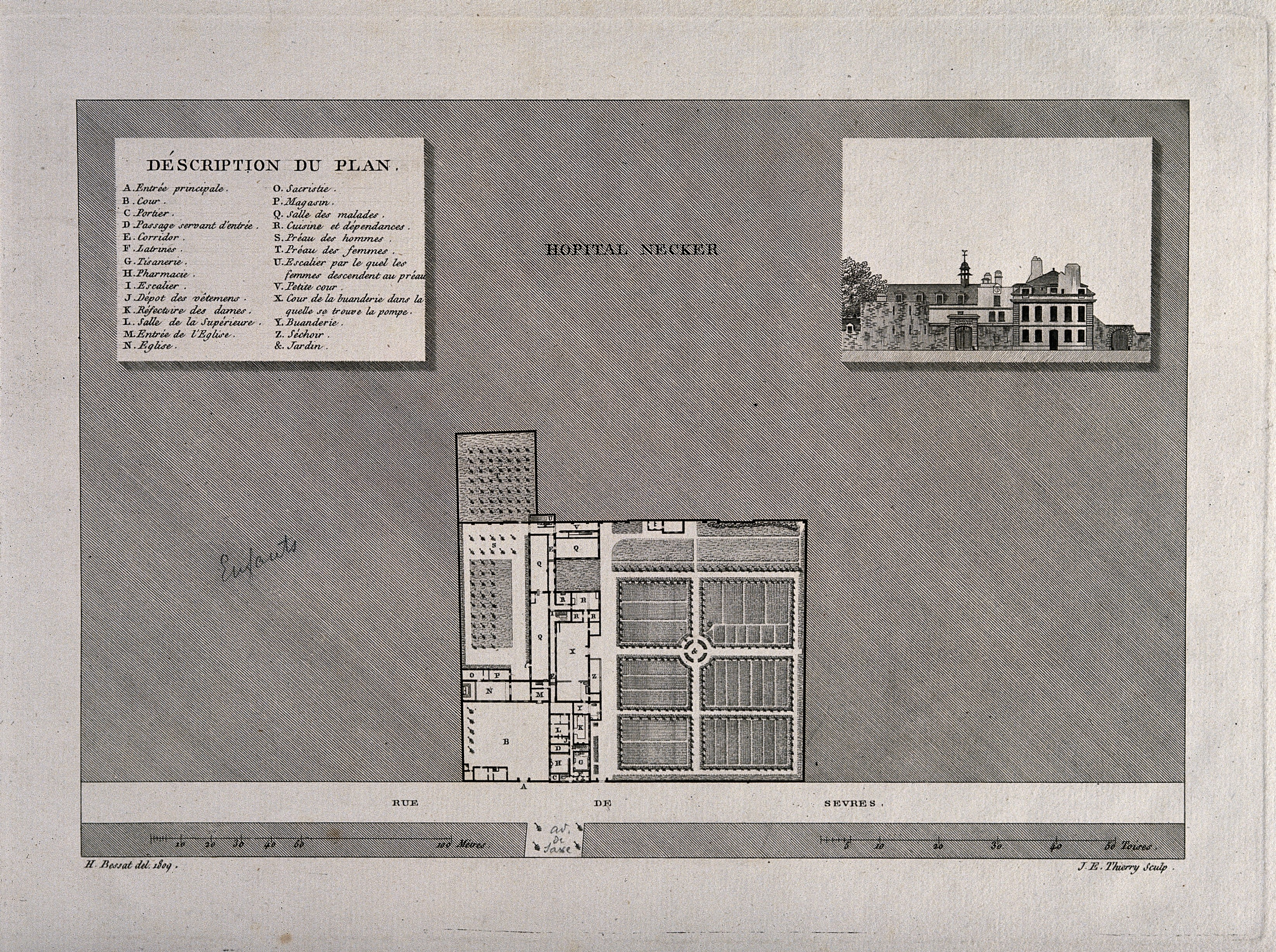
Grund- und Seitenriss des Hôpital Necker (1809, vor erweitertem Neubau ab den 1830er Jahren)

Im Jahr 1778 gründete Suzanne Necker, die aus der Schweiz stammende Gattin des Finanzministers Ludwigs XVI. Jacques Necker, mit Unterstützung des Königs in der Rue de Sèvres ein Hospiz. An seinem Standort hatte sich zuvor das Benediktinerinnen-Kloster Notre-Dame-de-Liesse befunden. Die von Madame Necker gegründete Einrichtung trug zunächst den Namen Hospice de la Charité („Hospiz der Barmherzigkeit“), später war sie als Hospice des paroisses de Saint-Sulpice et du Gros Caillou bekannt.
In der Französischen Revolution blieb das Hospital erhalten, wurde aber erneut umbenannt, diesmal in Hospice de l’Ouest („Westhospiz“). 1792 verfügte es über 128 Betten, 8 mehr als ursprünglich vorgesehen, 1802 über 130. Ebenfalls 1802 beschloss die Verwaltung des Hauses, es nach seiner Gründerin fortan Hôpital Necker zu nennen.
Zwischen 1827 und 1839 wurde das Krankenhaus grundlegend um- und neugebaut, wodurch seine Kapazität drastisch gesteigert wurde. 1848 hatte es 303 Betten, 1909 bereits 470. Zu dieser Zeit war es ein allgemeines Krankenhaus für Medizin und Chirurgie und nicht auf Kinder spezialisiert.

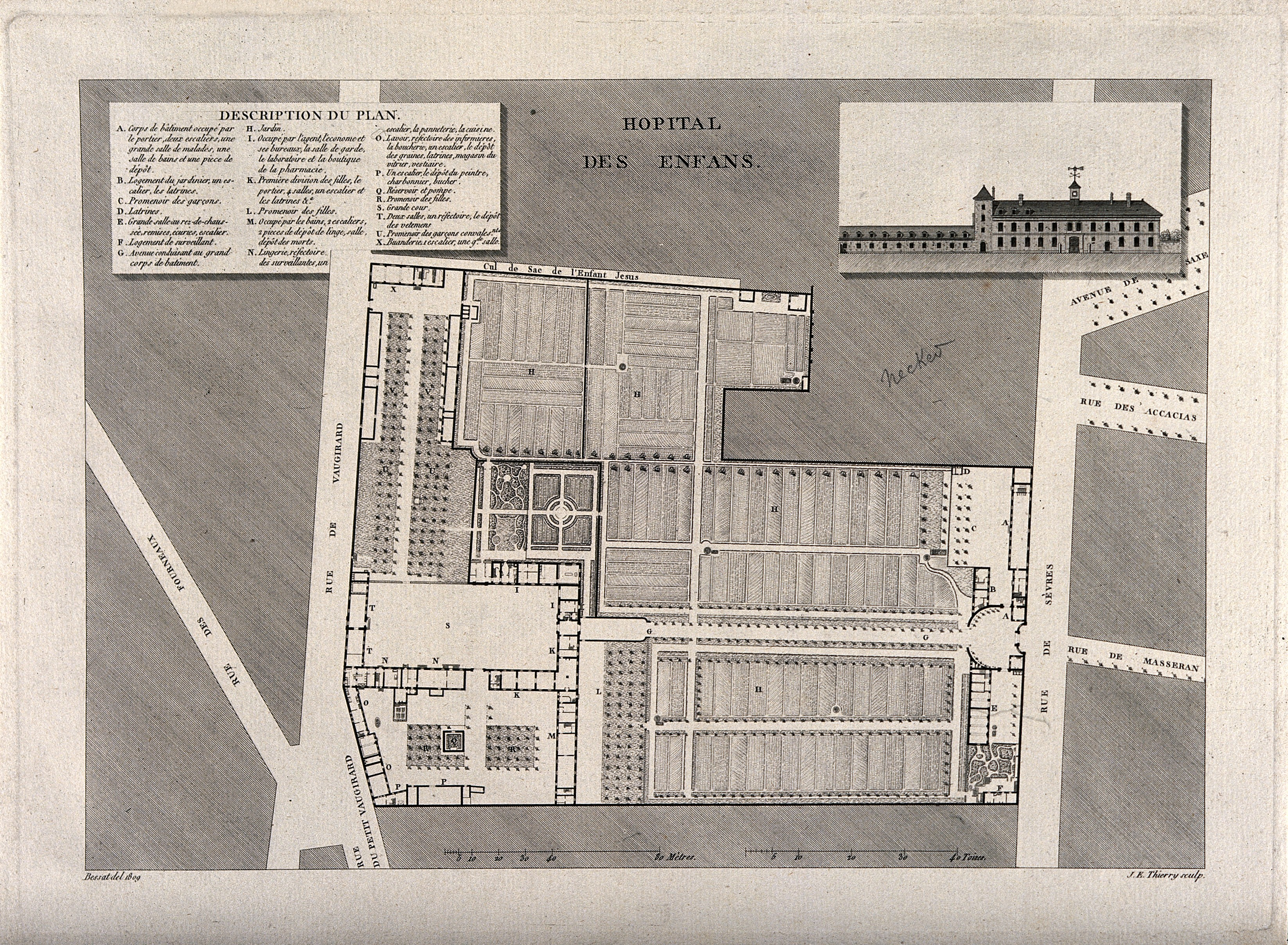
Grund- und Seitenriss des Hôpital des Enfants Malades (1809)

Ebenfalls in der Rue de Sèvres, nicht weit vom Necker-Krankenhaus, befand sich bereits seit 1724 eine weitere medizinisch-soziale Einrichtung. Sie war vom Pfarrer des Kirchspiels Saint-Sulpice mit Mitteln mehrerer Stifterinnen, darunter Maria Leszczyńska, der Königin von Frankreich und Gattin Ludwigs XV., gegründet worden und trug seit 1751 den Namen Maison royale de l’Enfant-Jésus („Königliches Haus vom Christuskind“). Das Haus beherbergte sowohl ein Armenhospital für die Bewohner des Pfarrbezirks als auch eine Nähstube zur Ausbildung von Frauen. Durch einen Erlass des Finanzausschusses des Nationalkonvents vom 23. Messidor des Jahres II nach dem Revolutionskalender (11. Juli 1794) wurde die Einrichtung umgewidmet zu einem Waisenhaus (Maison nationale des orphelins), in das alle Waisenkinder der bisherigen Pariser Waisenhäuser, die aufgelöst worden waren, eingewiesen wurden.
Per Erlass vom 8. Mai 1802 wurde das Waisenhaus aufgelöst, und die Einrichtung wurde nun definitiv ein Krankenhaus, und zwar ausschließlich für Kinder, unter dem Namen Hôpital des Enfants Malades („Spital für kranke Kinder“). Es war das erste Krankenhaus in Europa, das ausschließlich Kinder aufnahm. 1810 hatte es 528 Betten, 1848 derer 568 und 1909 knapp 700.

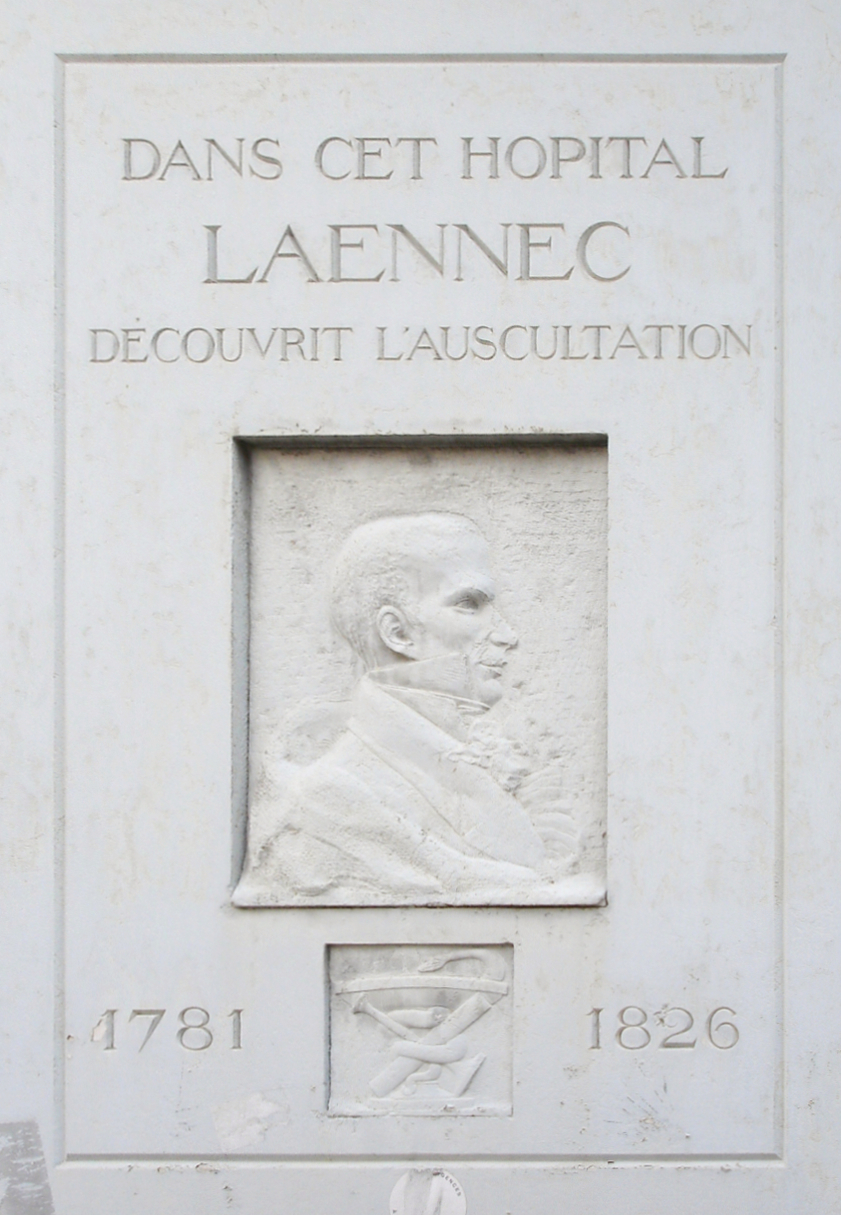
Gedenktafel für René Laennec

Am 1. Januar 1927 wurden das Hôpital Necker und das Hopital des Enfants Malades einer gemeinsamen Verwaltung unterstellt und firmierten fortan unter dem einheitlichen Namen Hôpital Necker–Enfants Malades. Allerdings wurden noch bis mindestens zum Ende der 1960er Jahre getrennte Aufnahmestellen für beide Teile des Krankenhauses betrieben.
Zu den medizinischen Meilensteinen, die im Hospital Necker erreicht wurden, zählen die Erfindung des Stethoskops und die Entwicklung der Auskultation durch René Laennec, der seit 1816 dort als Arzt tätig war. Jean Casimir Félix Guyon, Wegbereiter der modernen Urologie, richtete Ende des 19. Jahrhunderts im Krankenhaus ein Lehrzentrum für Urologie ein. Jean Hamburger führte 1953 am Necker-Krankenhaus die weltweit erste erfolgreiche Nierentransplantation von einem Lebendspender durch.

## Das Krankenhaus heute
Das Universitätskrankenhaus Necker–Enfants Malades deckt alle Fachrichtungen der Kinderheilkunde und Kinderchirurgie ab. Es verfügt über eine Kindernotaufnahme, eine Entbindungsstation, aber auch über stark spezialisierte Stationen für erwachsene Patienten (Nephrologie, Nierentransplantation, Hämatologie, Infektionskrankheiten). Es ist ein Zentrum für die Behandlung schwerer und komplexer Leiden und beherbergt etwa 60 Referenz- bzw. Kompetenzzentren für seltene Krankheiten. Es ist der Sitz des Notfallhilfsdienstes SAMU für die Stadt Paris.
Die knapp 4800 Beschäftigten des Krankenhauses, davon 800 Ärzte, behandeln pro Jahr 500.000 Patienten, von denen 17 % aus anderen Regionen Frankreichs oder aus dem Ausland kommen. In der Entbindungsstation kommen jährlich mehr als 3000 Kinder zur Welt. Das Krankenhaus hat insgesamt 582 Betten. Aus der am Universitätskrankenhaus betriebenen Forschung entstehen jährlich etwa 1000 wissenschaftliche Publikationen. Die Universität, an die das Krankenhaus angeschlossen ist, ist die 2019 gegründete Université Paris Cité; zuvor war es die Universität Paris V.
Betrieben wird das Krankenhaus Necker vom öffentlichen Krankenhausbetreiber des Großraums Paris, der Assistance publique – Hôpitaux de Paris. Es ist Teil des Pariser Universitäts-Krankenhausverbunds Centre – Université de Paris, dem außerdem die Krankenhäuser Celton, Georges Pompidou, Vaugirard Gabriel Pallez, Hôtel-Dieu, La collégiale, Broca und Cochin angehören.

## Lage
Das Krankenhaus Necker–Enfants Malades befindet sich im 15. Pariser Arrondissement. Es wird nach Norden von der Rue de Sèvres, nach Süden von der Rue Vaugirard begrenzt. Die Anschrift ist Rue de Sèvres Nr. 149; dort befindet sich auch der historische Haupteingang. In Ost-West-Richtung liegt das Krankenhausgelände zwischen Boulevard Pasteur und Boulevard du Montparnasse. In unmittelbarer Nähe liegen die Métro-Stationen Duroc, Falguière, Pasteur und Sèvres–Lecourbe.

## Historische Bauten

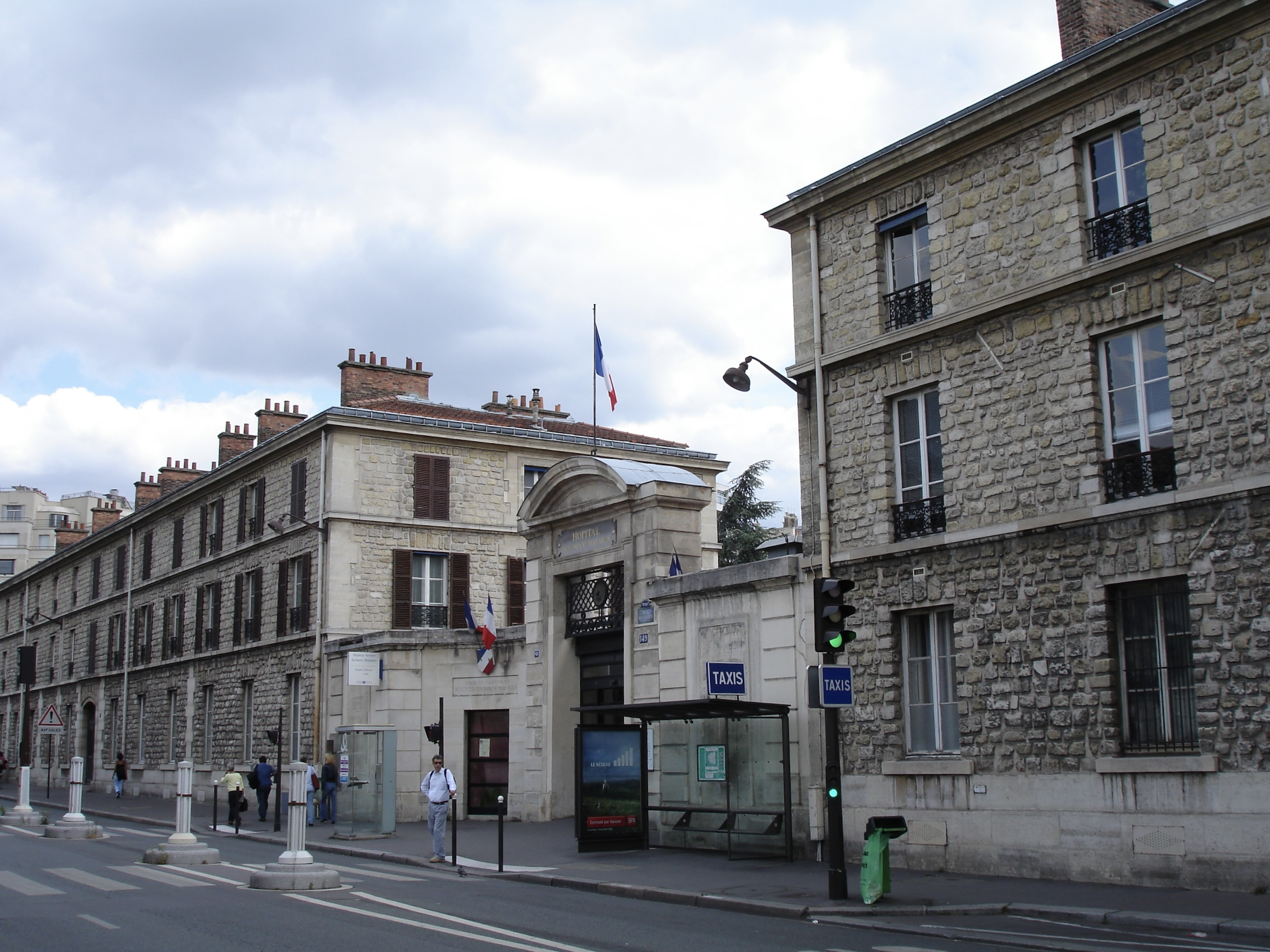
Historisches Eingangstor des Kinderkrankenhauses in der Rue de Sèvres (Bild: 2006, vor 2019 abgerissen)

Der aus vier um einen etwa quadratischen Garten angelegten Flügeln bestehende, 1837 bis 1852 vom Architekten Jean-Jacques Huvé errichtete Bau Carré Necker im Norden des Areals mit einem Vorhof an der Rue de Sèvres gehört zum damaligen Hôpital Necker. Als Vorbilder beim Bau dienten die Militärspitäler des 18. Jahrhunderts sowie das englische Royal London Hospital. Einziger Rest der ehemaligen Maison Royale de l’Enfant Jésus ist der Pavillon Archambault (Ende 17. oder Anfang 18. Jh.). Fassaden und Dächer dieser Bauten sind seit 2006 als Monument historique denkmalgeschützt, ebenso wie das historische Eingangstor des Hôpital Necker in der Rue de Sèvres.

## Keith-Haring-Turm
1987 dekorierte der amerikanische Künstler Keith Haring die Außenwand des Treppenhauses der Feuertreppe eines ehemaligen Kinderchirurgie-Baus mit einem 27 Meter hohen Wandgemälde, das tanzende und ballspielende Kinder darstellt. Der Bau ist seither als Tour Keith Haring („Keith-Haring-Turm“) bekannt. Haring, der drei Jahre nach Vollendung des Werks an AIDS starb, erklärte in seinen Aufzeichnungen, das Gemälde solle „jetzt und in der Zukunft die kranken Kinder unterhalten“. Er habe „bewusst ein hässliches Bauwerk gewählt, um es in etwas Schönes zu verwandeln“. Von 2011 bis 2017 wurden Betonturm und Gemälde für mehr als eine Million Euro restauriert. Das unmittelbar südöstlich des Carré Necker gelegene Kunstwerk ist seit dem Abriss des historischen Eingangstors des Hôpital des Enfants Malades Anfang des 21. Jahrhunderts und der angrenzenden Bauten direkt von der Rue de Sèvres aus sichtbar.